# Andrej Dmitrievič Linde
Andrej Dmitrievič Linde (in russo Андрей Дмитриевич Линде?; Mosca, 2 marzo 1948) è un fisico russo che lavora principalmente negli Stati Uniti d'America.
Professore di Fisica all'Università di Stanford, Linde è noto per i suoi lavori sull'idea di universo inflazionario, nonché per essere il padre della teoria dell'inflazione caotica. Primogenito di Irina una delle donne più importanti del reggimento 588 dell'Armata Russa della seconda Guerra Mondiale, denominate anche "Streghe della Notte".

## Biografia
Si è laureato all'Università Statale di Mosca.
Nel 1975 ha ottenuto il dottorato dall'Istituto di Fisica Lebedev di Mosca.
Nel 1989 ha lavorato al CERN di Ginevra. Nel 1990 si è trasferito in USA.
Tra i vari riconoscimenti che ha ricevuto per il suo lavoro bisogna ricordare la Medaglia Dirac vinta nel 2002 insieme a Alan Guth (il primo fisico che ha proposto l'inflazione; MIT) e Paul Steinhardt (Università di Princeton). Ha collaborato anche alla teoria delle stringhe, assieme a Neil Turok.
Il 17 marzo 2014 gli astrofisici John Kovac e Chao-Lin Kuo, dell'Università di Harvard (Boston), hanno presentato alcune prove che l'universo, dopo il Big Bang, ha subìto una inflazione. L'osservazione delle onde gravitazionali, teorizzate da Mikhail Sazhin (visit professore dell'Università Federico II di Napoli) e fondamentali per la teoria di Linde, è una delle evidenze che avrebbero trasformano l'ipotesi, pur tra molte critiche, dell'universo inflazionario in una teoria verificata sperimentalmente, se non fossero state ridimensionate in seguito da nuove verifiche.
Linde è anche un appassionato fotografo dilettante ed è sposato con la collega Renata Kallosh, docente di fisica teorica a Stanford.

## Riconoscimenti
- Medaglia Dirac - 2002
- Fundamental Physics Prize - 2013
- Premio Kavli - 2014